# BMC キルピ
BMC Kirpi（ビーエムシー・キルピ、トルコ語で「ハリネズミ」の意）は、BMCが開発し製造するMRAPである。標準で装甲化され小火器の銃弾・弾片から防護するほか、増加装甲の装着も可能である。車体底部はV字型に整形され、対戦車地雷および即席爆発装置（IED）から内部の人員を防護する。一部の車両は、耐RPG弾防御のためにケージ装甲を装備している。

## 開発・運用史
イスラエルのHatehof社製「ナビゲーター」MRAPを元にしている。
開発は2008年に開始され、2009年には最初のプロトタイプが製造された。2009年にはBMCはトルコ国防産業庁（SSB）への614両の納入契約を獲得した。この初期型はKirpi 1と呼ばれ、2014年に引渡しが開始された。
トルコ陸軍はKirpi 1を集中的に実戦投入し、死傷者数の大幅な低減に成功した。この成功により、Kirpiの総販売数はトルコ向けが1500両以上、輸出向けが200両以上にそれぞれ増加した。
配備から7年が経過し、顧客からのフィードバックを受けて、2018年に改良型のKirpi 2が導入され、同年にBMCはSSBへ529両のKirpi 2を納入する追加契約を獲得した。Kirpi 2の改良点は、快適性を向上させる独立懸架サスペンション、空調の改善およびエンジン冷却パックの統合ならびに軽量化（ペイロード・作戦用装備の搭載量の増加に繋がる）のための複合増加装甲、破片飛散防止内張りの取り付けなどである。

## 技術仕様
車体はV型形状のモノコックである。リカバリポイント・トーイングポイントが前部・後部に取り付けられ、後部にはNATO標準の牽引ピントルが取り付けられている。前部には液圧作動式セルフリカバリーウインチが標準装備される。
増加装甲を備えたV型モノコックボディは、NATO Stanag 4569に準拠して優れた対地雷・対銃砲弾片防御性能を有する。保護レベルは公表されていない。Kirpi 2では複合素材の増加装甲を有し、防御力がさらに強化されている。
乗員定員は13名である。操縦手、車長および銃手は前方に向かって搭乗し、残る10名は5名ずつ互いに向き合って車両側面後部に着席する。各席は耐地雷防御がされており、車内から応戦する必要がある場合に備えガンラックおよび銃眼が備えられている。2つのルーフハッチがあり、1つは前方にあって上部の装甲板付き手動旋回銃塔に繋がっている。銃塔には7.62mmまたは12.7mmの機関銃を装備することができるが、RWSに交換することもできる。RWSを装備した場合は前部ルーフハッチはRWSの後方に開くようになり、手動での操作や再装填が可能となる。第2のルーフハッチはキャビンの後端にある。車体の後部には油圧式ドアがあり、10名の兵員がこのドアから乗降しまたは脱出することができる。
空虚重量18t、積載量2,000kg、全備重量20,000kgである。
エンジンは、出力375hp（275kW）のEURO3排出ガス規制に適合したカミンズディーゼルエンジンである。コールドスタートキットが装備されており、冷却システムは-32℃から+55℃までの条件での戦闘行動に対応する。
ドライブトレーンは、Allison 3000 6速フルオートマチックトランスミッションと、二輪駆動または四輪駆動を切り替えられるAxletech製2速トランスファーからなる。マニュアル操作可能な空気圧作動式ディファレンシャルロックが縦置きで搭載されている。車軸は、フロントとリアの双方とも定格9,500 kgのAxletech製であり、パラボリックリーフスプリング、筒型ショックアブソーバーおよびアンチロールバーの組み合わせによって懸架されている。Kirpi 2はコイルスプリング付きの完全独立懸架サスペンションを有する。パワーステアリングを備える。
タイヤは各1本の14.00 R 20を標準とし、リムは10×20インチである。タイヤ圧変更システム（CTIS）を装備する。フロントおよびリアにディスクブレーキを装備し、補助用にエンジン排気ブレーキを装備する。ABSも標準装備する。
車内およびエンジンの自動消火システムが標準装備である。

## バリエーション
Kirpiは主として輸送用として設計されているが、目的に合わせて若干のバリエーションを有する。4輪および6輪が選択可能であり、いずれも全輪駆動である。
4×4 兵員輸送型
13名の兵員を輸送できる4輪駆動の全天候・全地形対応の輸送型。
6x6 兵員輸送型
6輪駆動の兵員輸送型。15名を輸送することができる。
戦術戦闘型
兵員輸送型に索敵・兵器システムを搭載したもの。
汎用型
兵員輸送型を貨物輸送用に転換したもの。
救急車型
医師2名と横臥負傷者2名、または医師2名と横臥負傷者1名もしくは歩行できる患者2名を輸送できる。
地雷処理型
車列を先導して、地下に埋められた爆発物を探知し、ロボットアームで破壊・処分することができる。

## 運用者

BMC Kirpiの運用国を青色で示す

### 運用国
コソボ
- コソボ治安軍 - コソボ国防省が、14両の4x4型を購入することを現地メディアおよびトルコのAnadolu Agency通信社に認めた。引き渡しは2022年に開始される予定である[6]。

 リビア
- リビア軍 - 18両の4x4型をトルコから寄贈された[7]。

 カタール
- カタール陸軍 - 2023年時点で、50両のKirpi-2を運用している[8][9]。

 ソマリア
- ソマリア国軍 - 12両の4x4型をトルコより寄贈され運用中[10]。

 チュニジア
- チュニジア軍 - 233両を運用中[11]。

 トルコ
- トルコ軍 - 2000両以上を運用中[12][13][14][15][16][17]。
- ジャンダルマ（憲兵隊） - 200両

 トルクメニスタン
- トルクメニスタン軍 - 100両[18]。2024年時点で、トルクメニスタン陸軍が28両以上のキルピを保有[19]。

 ウクライナ
- ウクライナ海軍歩兵 - 50両の4x4型を受け取っており、今後さらに150両が引き渡される予定である[20]。

### 国家以外の運営者
ロジャヴァ
クルド人民防衛隊（YPG） - 2022年、トルコ軍から2019年に鹵獲した車両を運用していることが確認された。